# 曾淇
曾淇，1994年6月19日出生於重慶市，中國女演員。2015年，出演都市情感戲《愛情萬萬歲》，從而正式進入影視圈。2016年，出演抗戰劇《代號·山豹》。2017年，出演的近代傳奇女性劇《那年花開月正圓》播出。 2018年4月，主演青春勵志劇《朱槿花開》；12月，參加愛奇藝綜藝節目《演員的品格》，並最終在總決賽中獲得第四名。

## 早年經歷
曾淇家境小康，家中經濟條件良好。高中畢業後，以優異的成績被北電錄取。2014年，還在讀書的她便出演了公益勵志微電影《飛翔的夢想》，該片最終從2340部微電影中脫穎而出，獲得第二屆中國（杭州）國際微電影「十佳公益微電影」獎。

## 演藝經歷
2015年，出演都市情感劇《愛情萬萬歲》，在劇中飾演活潑八卦的李甜甜，從而正式出道；同年11月，參演驚悚網路電影《鬼點燈》，飾演性格端莊穩重的林菲與心思縝密的林玥。
2016年，參演由何群執導的抗戰劇《代號·山豹》，在劇中飾演多面間諜林若心；同年，她回歸話劇舞臺，以國家話劇院演員身份正式投入到田沁鑫導演的話劇《四世同堂》的排練與演出中，參與了全明星陣容話劇《四世同堂》的演出，並與眾多的國家話劇院資深演員同台獻藝。
2017年8月20日，與孫儷、陳曉等合作主演的年代劇《那年花開月正圓》播出，在劇中飾演溫柔賢淑的吳家大小姐吳漪；6月28日，參與出演話劇《紅岩魂》的公演，並在其中飾演孫明霞。
2018年4月8日，曾淇主演的青春勵志電視連續劇《朱槿花開》在南寧開機，她在劇中飾演女主角朱槿；6月26日，主演的青春勵志家庭倫理劇《我們的青春期》在芒果TV上線播出，她在劇中飾演女主角高小敏；12月，參加愛奇藝年輕演員品訓節目《演員的品格》，並最終在總決賽中，以音樂劇《芝加哥》中性感熱辣的維爾瑪獲得第四名。
2019年12月，出演古裝勵志輕喜劇《小女霓裳》，在劇中飾演元香。

## 演出作品

### 電影
| 年份   | 名称                 | 角色      |
| 2015年 | 《鬼點燈》(网络电影) | 林菲/林玥 |
| 2023年 | 《河边的错误》       | 小婷      |

### 電視劇
| 年份   | 名称               | 角色   | 备注       |
| 2016年 | 《愛情萬萬歲》     | 李甜甜 |            |
| 2017年 | 《那年花開月正圓》 | 吳漪   |            |
| 2018年 | 《我們的青春期》   | 高小敏 |            |
| 2018年 | 《朱槿花開》       | 朱槿   |            |
| 2019年 | 《未來的秘密》     | 張蔓   |            |
| 2021年 | 《小女霓裳》       | 元香   |            |
| 2021年 | 《代號·山豹》      | 林若心 | 2016年拍攝 |
| 2021年 | 《您好！母亲大人》 | 方芳   |            |
| 2022年 | 《回来的女儿》     | 呂萌萌 | 網絡劇     |
| 2023年 | 《漫长的季节》     | 小露   | 網絡劇     |
| 2025年 | 《念无双》         | 阿雪   | 網絡劇     |
| 2025年 | 《我的后半生》     | 呂星火 |            |
| 待播   | 《扫黑之拂晓行动》 |        |            |

### 微電影
| 年份   | 名称           | 角色   | 备注 |
| 2014年 | 《飛翔的夢想》 | 許諾辰 |      |

### 話劇
| 年份   | 名称         | 角色 | 备注 |
| 2016年 | 《四世同堂》 |      |      |
| 2017年 | 《紅岩魂》   |      |      |

## 媒體評價
曾淇清新淡雅的氣質，乾淨姣好的面容，如一縷春風。作為演員的曾淇在話劇舞台上磨練出了過硬的台詞功力和表現力。她在《那年花開月正圓》中飾演的吳漪，靈動俏麗卻又不失大家閨秀的風範。在拍攝過程中，眼神、語氣、步態等眾多細節曾淇都精益求精反复練習，力求精準把握，最終才為觀眾呈現出了熒幕上的吳漪。（網易娛樂評）
在《那年花開月正圓》中的吳漪是封建制度下渴望新生活的深宅閨秀，現實生活中的曾淇卻是個樂觀愛好運動的都市女孩，反差的性格對於人物塑造也頗具考驗。不論是閨房內的喜不自勝，或是花轎內的嬌怯期待，曾淇都實力詮釋了一位待嫁閨秀應有的模樣，令人印象深刻。（新浪娛樂評）